# Bloom (serie televisiva)
Bloom è una serie televisiva australiana creata da Glen Dolman, prodotta da Playmaker Media e distribuita da Stan il 1° gennaio 2019. Dopo la prima stagione è stata rinnovata per una seconda trasmessa il 9 aprile 2020.
In Italia la serie è inedita.

## Trama
Un anno dopo che un'alluvione devastante ha ucciso cinque persone nell'idilliaca cittadina rurale di Mullan, appare una misteriosa nuova pianta col potere di restituire la giovinezza. Per la gente del posto è un miracolo, ma alcuni sono disposti a uccidere pur di ottenerla.

## Personaggi e interpreti
- Ray Reed (stagione 1-2), interpretato da Bryan Brown (anziano) e Jackson Heywood (giovane).
Insegnante in pensione e devoto marito di Gwen che si prende cura della sua instabilità psichica sia prima che dopo il ringiovanimento di quest'ultima; è l'unica persona su cui le proprietà della pianta non sembrano sortire effetti di alcun tipo.
- Gwen Reed (stagione 1-2), interpretata da Jacki Weaver (anziana) e Phoebe Tonkin (giovane).
Un'attrice in pensione affetta da Alzheimer tornata nella sua città natale assieme al marito, Ray; dopo essere ringiovanita diviene ossessionata dall'idea di restare incinta per riscattarsi dell'aborto cui fu costretta per favorire la sua carriera.
- Tommy Brydon / Sam (stagione 1) interpretato da Rod Mullinar (anziano) e Ryan Corr (giovane).
Noto criminale e truffatore ricercato per l'omicidio di un altro malvivente di Melbourne, dopo essere ringiovanito decide di tenere il segreto della pianta per sé procacciandosene il più possibile ma finisce per affezionarsi molto al piccolo Isaac e a Tina.
- Max McKinnon (stagione 1) interpretato da John Stanton (anziano) e Sam Reid (giovane).
Instabile, rude e violento mandriano ossessionato da Gwen, di cui è stato il primo amore adolescenziale e determinato a fare tutto il possibile per non sprecare la seconda opportunità datagli dalla pianta miracolosa.
- Dave "Griffo" Griffiths (stagione 1), interpretato da Daniel Henshall.
Agente di polizia noto per le teorie strampalate e i passati casi di dipendenza da sostanze, deciso a dimostrare la doppia identità di Tommy / Sam.
- Tina Griffiths (stagione 1), interpretato da Nikki Shiels.
Moglie frustrata di Griffo e sorella di una delle vittime dell'alluvione, inizia un'altalenante relazione adulterina con Sam.
- Loris Webb (stagione 1-2), interpretata da Anne Charleston (anziana) e Bella Heathcote (giovane).
Devota sorella maggiore del prete di Mullan, deceduto nell'alluvione, a differenza dei concittadini considera la pianta un'opera diabolica anziché un miracolo ma, nella seconda stagione, la assume a sua volta e, ringiovanendo e riconciliandosi con la figlia Julie e la nipote Bella.
- Herb Webb (stagione 1), interpretato da Terry Norris.
Marito paraplegico di Loris, cui ha tenuto nascosto per tutta la vita la propria omosessualità, una volta ringiovanito tenta di recuperare il tempo perso con l'ex-compagno d'armi ed amante Frank.
  - Jacob Collins-Levy interpreta Herb da giovane.
- Farida Korrapati (stagione 1), interpretata da Amali Golden.
Donna indiana rimasta vedova di una delle vittime dell'alluvione, nutre un forte rancore nei confronti del marito per averla costretta a vivere in Australia, dove ha subito abusi dal sistema sanitario, motivo per il quale è disposta a tutto pur di tornare in India dalla sua famiglia.
  - Usha Cornish interpreta Farida da anziana.
- Isaac Langlan (stagione 1), interpretato da Thomas Fisher.
Ragazzino intelligente e solitario figlio di una coppia omogenitoriale e convinto che una delle sue madri, vittima dell'alluvione, sia in realtà ancora viva; stringe un legame molto profondo con Sam.
- Rhonda Stokes (stagioni 1-2), interpretata da Genevieve Morris.
Sergente di polizia e collega, ben più razionale e realista, di Griffo. Dopo aver assistito in prima persona alle capacità della pianta, nella seconda stagione diviene immediatamente sospettosa riguardo alle attività di Anne Carter.
- Vivian North (stagione 1), interpretata da Tessa Rose.
Celebre artista di Mullan e madre di Isaac, partorito per inseminazione artificiale da sua moglie Annie, di cui è rimasta vedova durante l'alluvione.
- Anne Carter (stagione 2), interpretata da Jacqueline McKenzie.
Miliardaria a capo di una società di biotecnologia trasferitasi a Mullan con la figlia Eva e l'ex-marito Martin, ringiovanito dalla pianta, per condurre esperimenti su quest'ultima nella speranza di replicarla, commercializzarla e curare il cancro terminale da cui è affetta.
- Martin Carter / Luke Jamieson (stagione 2), interpretato da Ed Oxenbould.
Avvocato penalista ed ex-marito di Anne, ringiovanito dopo aver raccolto un bocciolo della pianta dal cadavere del suo assistito Tommy, si coalizza con l'ex-moglie poiché desideroso di curarla e recuperare il rapporto con lei e la figlia.
  - Andrew Blackman interpreta Martin anziano.
- Donnie Stokes (stagione 2), interpretato da Gary Sweet (anziano) e Oliver Ackland (giovane).
Ex-poliziotto rancoroso, disilluso ed alcolizzato, padre di Rhonda; una volta ringiovanito torna ad indossare illegalmente la divisa abusando del suo potere sui cittadini.
- John Melvin (stagione 2), interpretato da Toby Schmitz.
Nuovo prete della chiesa di Mullan, assetato di gloria e con un passato di tossicodipendenza, dopo aver assistito alle proprietà ringiovanenti della pianta tenta in tutti i modi di farle riconoscere come miracolo dalla chiesa.

## Episodi
| Stagione         | Episodi | Prima TV UK | Pubblicazione Italia |
| ---------------- | ------- | ----------- | -------------------- |
| Prima stagione   | 6       | 2019        | inedita              |
| Seconda stagione | 6       | 2020        | inedita              |

## Produzione
La serie è stata prodotto da Playmaker in collaborazione con Sony Pictures Television, che ne ha curato la distribuzione a livello internazionale. Il 21 ottobre 2018, viene pubblicata la prima locandina e sono annunciati come membri del cast Phoebe Tonkin e Jacki Weaver nel ruolo della protagonista Gwen, Bryan Brown nel ruolo di Ray, Ryan Corr nel ruolo di Sam, Sam Reid nel ruolo di Max e Thomas Fisher nel ruolo di Isaac, oltre a Genevieve Morris, Daniel Henshall, Anne Charleston, Terry Norris, Amali Golden, Nikki Shiels, John Stanton e Rod Mullinar in ruoli non precisati.
Il 1° maggio 2020, in occasione del rilascio del primo trailer della seconda stagione, viene annunciato che si sarebbero aggiunti al cast Jacqueline McKenzie, Gary Sweet e Bella Heathcote.